# Von Treskow

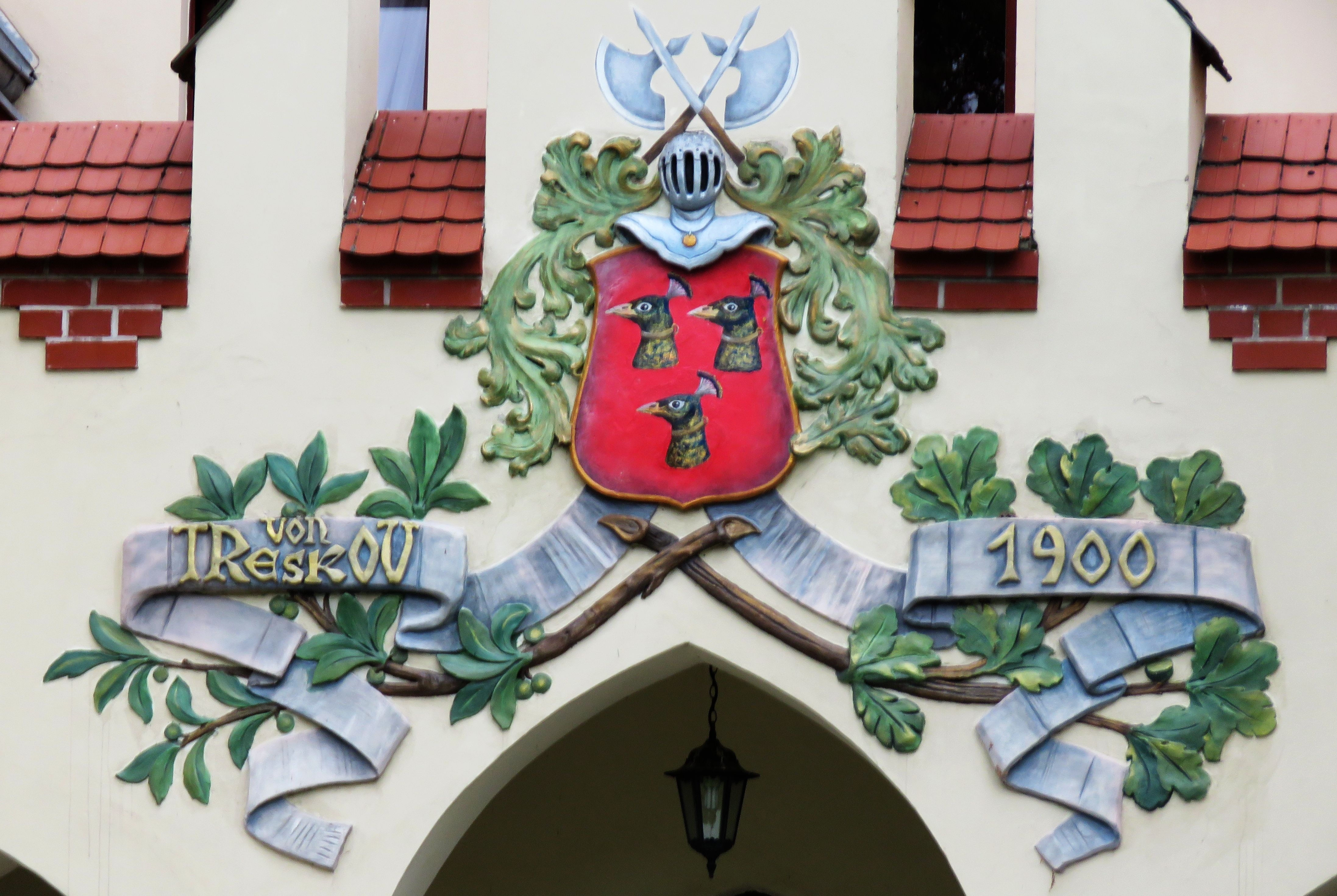
Herb rodziny von Treskow - Pałac w Strykowie

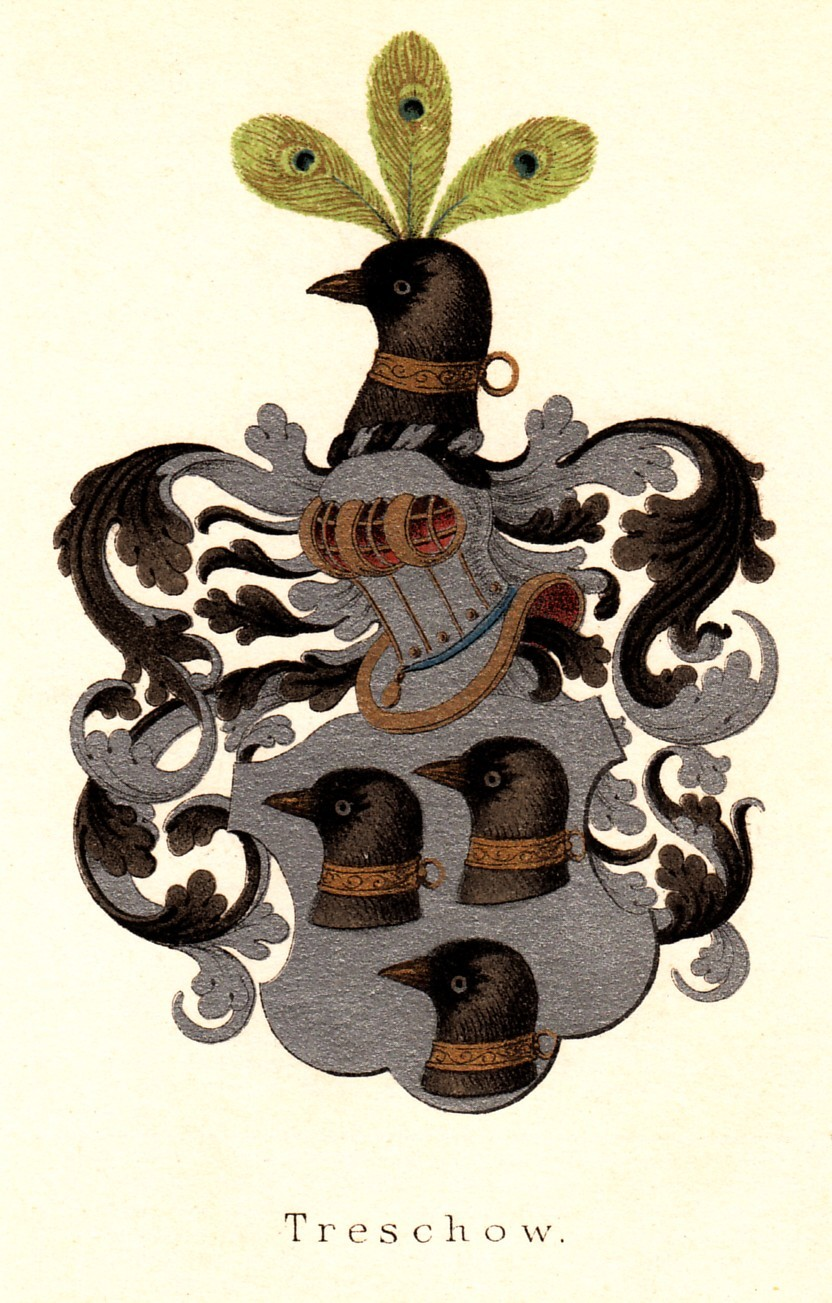
Herb rodziny von Treschow

von Treskow – niemiecka rodzina osiadła w Wielkopolsce w końcu XVIII w., wywodząca się od berlińskiego bankiera, Zygmunta Ottona von Treskowa. 

## Treskow czy Tresckow?
Istnieją dwie linie rodziny, które z prawnego punktu widzenia są odrębne. Wynika to z nobilitacji Zygmunta Ottona Treskow w 1797 r., będącego nieślubnym synem Alberta Zygmunta Fryderyka von Treskow. W 1879 roku urząd heraldyczny uznał, że obie rodziny pomimo pokrewieństwa nie są jedną rodziną. Starsza linia, dla odróżnienia od „młodszej” linii, dodała do swego nazwiska „c”.

## Dzieje rodu
Von Treskowowie mieszkali w Polsce do roku 1945 i byli jednymi z największych posiadaczy ziemskich w okolicach Poznania. Początki ich wielkopolskiego bogactwa datują się na koniec XVIII w., kiedy to 24 stycznia 1797 rząd pruski, po kasacie majątku cysterskiego w Owińskach, „w charakterze pasera sprzedał dobra innemu paserowi, świeżo nobilitowanemu berlińczykowi, byłemu galanteryjnikowi, Zygmuntowi Otto von Treskowowi”. Przeglądając dzieje majątków ziemskich w Wielkopolsce na nazwisko to natrafia się bardzo często. W różnych okresach do von Treskowów należały: Annowo, Biedrusko, Bolechowo, Chludowo, Karłowice, Morasko, Nieszawa, Owińska, Radojewo, Strykowo, Węgorzewo, Wierzonka i inne.

## Legenda
Tadeusz Piszczek zapisał w latach 60. XX wieku legendę dotyczącą Ottona von Treskowa. Mówi ona, że pewnego dnia, szlachcic, jadąc na ćwiczenia wojskowe do Obornik, zarządził postój w Ocieszynie. Zakochał się tam w córce lokalnego owczarza – Józefinie Koperskiej. Wieś należała do hrabiego Skrzydlewskiego, z którym von Treskow dogadał się co do uwolnienia dziewczyny z poddaństwa pańszczyźnianego, a sam nadał jej szlachectwo i pojął za żonę. Wykształcił ją na dworze królewskim w Berlinie. Od tego czasu Polakom, za wstawiennictwem Józefinki, żyło się w majątkach von Treskowów znacznie lżej. Nie zmieniło to jednak faktu, że von Treskow był okrutny w traktowaniu powstańców okresu Wiosny Ludów (1848). Znęcał się np. nad pojmanymi żołnierzami w okolicach Kcyni.
Legenda opiera się na faktach, jak można przeczytać w księdze ślubów z Owińsk, Otto Siegismund von Treskow ożenił się 17 października 1836 w kościele parafialnym w Owińskach z Józefą Koperską, prostą dziewczyną z jednej z okolicznych wsi.  